# Polydesmus nietneri
Polydesmus nietneri är en mångfotingart som beskrevs av Peters 1864. Polydesmus nietneri ingår i släktet Polydesmus och familjen plattdubbelfotingar. Inga underarter finns listade i Catalogue of Life.